# Carandiru
A Carandiru (portugál Complexo Penitenciário do Carandirú) egy hírhedt börtön volt a brazíliai São Paulóban. A börtönt 1920-ban Samuel das Neves tervezte és építette. Modellbörtön volt abból a szempontból, hogy tervezésekor arra koncentráltak, hogy megfeleljen az 1890-es brazil büntetőtörvénykönyvnek. A börtön 2002-ig működött. Fénykorában 8000 elítéltnek adott otthont. 1992-ben itt történt egy fegyenclázadás során a carandirui vérfürdő.

## Emlékezete
A börtönt a mészárlás után, 1992. december 9-én lerombolták. Csak egy börtönblokkot hagytak meg, amelyben múzeumot rendeztek be.
 Ez többek közt a Carandiru metróállomáson (Estação Carandiru) keresztül közelíthető meg. Helyén ma a Parque da Juventude (magyarul "ifjúsági park") komplexum van.

## A kultúrában
A Carandiruban 1989 és 2001 között működött fizetés nélküli önkéntesként Drauzio Varella orvos, elsősorban azért, hogy megfékezze a börtönben terjedő AIDS-t. Tapasztalatairól, a szörnyű életfeltételekről írta Estação Carandiru című könyvét. A könyv alapján Hector Babenco rendező Carandiru címmel filmet készített (2003. A könyvet és a filmet is nagyra értékelték a kritikusok.
A Carandiru adta a A szökés című amerikai tévéfilmsorozat harmadik szezonjában szereplő Penitenciaría Federal de Sona börtön mintáját, ahol a filmben Michael Scofield raboskodott.